# LwIP
LwIP是瑞典计算机科学院的一个开源的TCP/IP协议栈实现.
LwIP协议栈主要关注的是怎么样减少内存的使用和代码的大小，这样就可以让lwIP适用于资源有限的小型平台例如嵌入式系统。为了简化处理过程和内存要求，lwIP对API进行了裁减，可以不需要复制一些数据。

## 特性
其主要特性如下： 
(1)支持多网络接口下的IP转发；
(2)支持ICMP协议；
(3)包括实验性扩展的UDP(用户数据报协议)；
(4)包括阻塞控制、RTT 估算、快速恢复和快速转发的TCP(传输控制协议)；
(5)提供专门的内部回调接口(Raw API)，用于提高应用程序性能；
(6)可选择的Berkeley接口API (在多线程情况下使用) 。
(7)在最新的版本中支持ppp
(8) 新版本中增加了的IP fragment的支持.
(9) 支持DHCP协议,动态分配ip地址.